# John C. Maxwell
John Calvin Maxwell (Garden City, 20 de febrero de 1947) es un escritor, orador, pastor y comerciante estadounidense que ha escrito más de 80 libros, que se centran principalmente en el liderazgo. Los títulos incluyen Las 21 leyes irrefutables del liderazgo y Las 21 cualidades indispensables de un líder: conviértase en la persona que otros querrán seguir.

## Biografía
Maxwell nació en Garden City, Míchigan, en 1947. Cristiano evangélico, siguió a su padre al ministerio.

## Carrera
Maxwell fue el orador principal en la Alianza Por El Progreso de la Conferencia de Liderazgo NAA Agentes varias veces, más recientemente en 2010. En 2012, fue galardonado con el martillo de oro por Toastmasters Internacional.

### Visita a Guatemala
En julio de 2013, la organización de Maxwell capacitó a 24.000 líderes en Guatemala. Varios miembros del "Equipo John Maxwell" participaron en las sesiones de capacitación de una semana. En marzo de 2022, el reverendo Maxwell visitó una "Conferencia por la Vida y la Familia" en la ciudad de Guatemala, apoyada por el presidente autoritario de Guatemala, Alejandro Giammattei. En la misma ocasión, en un encuentro con empresarios, elogió a la Fiscal General de Guatemala, María Consuelo Porras, criticada por su parcialidad y persecución contra funcionarios judiciales encargados de la lucha contra la corrupción, y miembro de la lista Engel de actores corruptos y antidemocráticos. Celebró a la Fiscal en busca de un segundo mandato como "una estrella de rock" y una "líder de líderes".

## Logros y premios
Cada año, Maxwell es considerado para acudir a dar una conferencia a las empresas incluidas en el ranking de Fortune 500. Ha sido reconocido por las altas ventas de sus libros por The New York Times, The Wall Street Journal y Business Week.
Ha sido incluido en el décimo aniversario del Salón de la Fama de Amazon por las altas ventas de sus libros y por sus contribuciones con la sociedad.
Tres de sus libros han alcanzado el millón de copias vendidas: The 21 Irrefutable Laws of Leadership, Developing the Leader Within You, y The 21 Indispensable Qualities of a Leader.
En 2012, recibió el premio Golden Travel por la asociación Toastmasters International.
En 2014, fue reconocido como «experto número 1 en liderazgo» por Inc..
En 2015, recibió un doctorado honoris causa por la Universidad Wesleyana de Indiana.